# キシル
キシル(Qishr、アラビア語:قشر)は、香辛料の効いたコーヒーの殻、ショウガ、そしてしばしばシナモンを使って作られるイエメンの温かい飲み物である。安価なことから、イエメンではコーヒーの代用として飲まれる。
「ショウガ入りのコーヒーは万人の飲み物であり、カップは常に満たされている。客は一度に2つのカップを出される。コーヒーの殻から作るキシルも、特にティハーマで飲まれる。」
少なくとも1100年前、貿易商が紅海を超えてコーヒーをアラビア（今日のイエメン）にもたらし、そこでムスリムのダルヴィーシュが自宅の庭で低木の栽培を始めた。最初に、アラビア人はコーヒーの果実を発酵させたパルプからワインを作った。この飲み物はキシルとして知られ、宗教的な儀式の際に用いられた。

## 文献
- Philby, H. St. J. B. (Harry St. John Bridger), 1885-1960. Arabian Highlands. Ithaca: Published for the Middle East Institute, Washington, D.C. [by] Cornell University Press, [1952]. Subjects: Arabian Peninsula—Description and travel. 771 p. : illus., maps (part fold., 1 in pocket). OCLC No.: 01083943. Page 687.